# Dieter Högermann

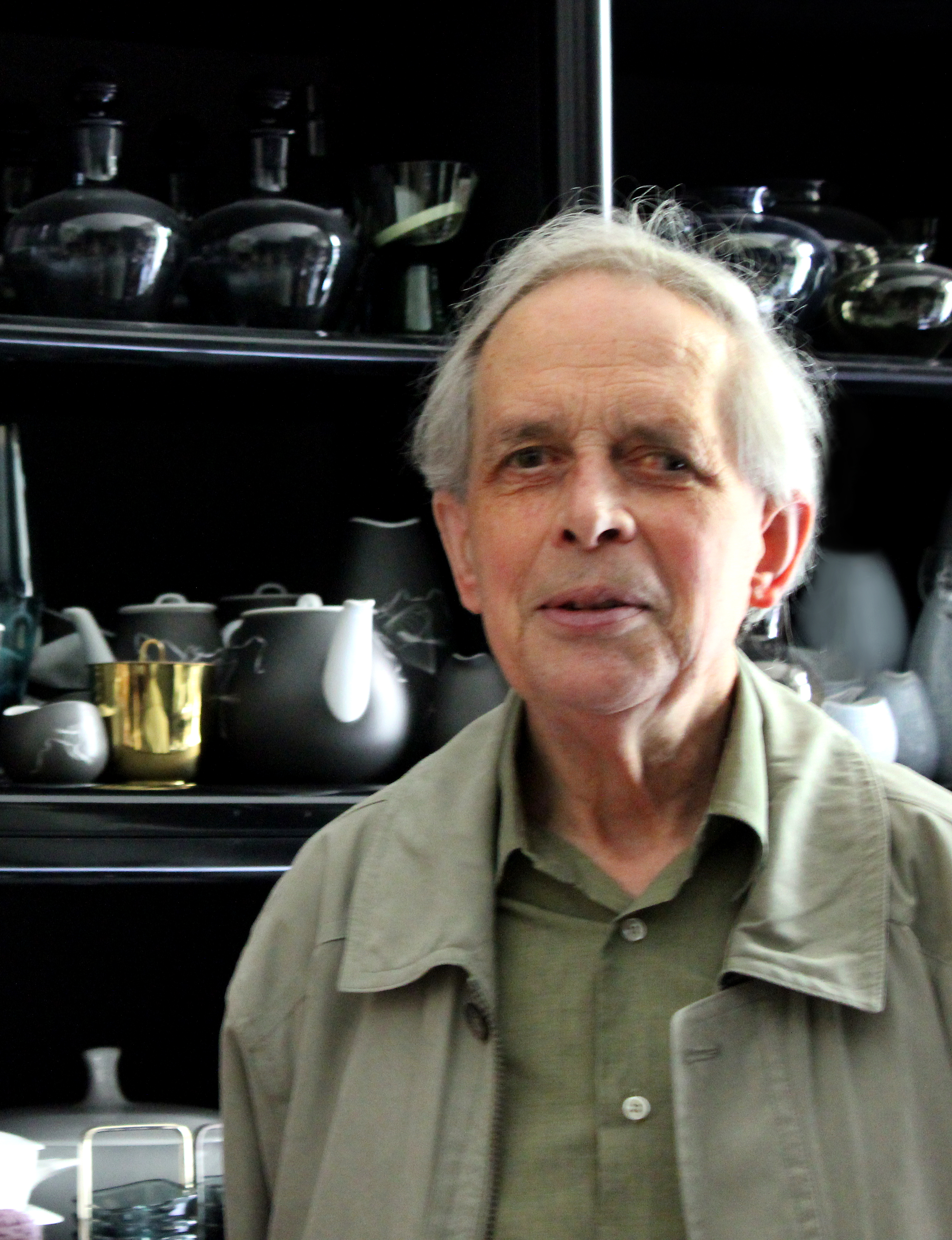
Dieter Högermann im Jahr 2011

Dieter Högermann (* 1934 in Wellentrup, Kreis Lippe, Nordrhein-Westfalen; † 1. Oktober 2012 in Berlin) war ein deutscher Designhistoriker, Museumskurator und Sammler.

## Leben
Dieter Högermann wurde 1934 in der Ortschaft Wellentrup in Lippe-Detmold geboren. 1935 zog seine Mutter mit ihm nach Halberstadt zu den Großeltern, wo er später die Rats- und Domschule besuchte und dort 1952 das Abitur ablegte.
1953 zog er noch vor dem Mauerbau in den Westen Deutschlands, nach Braunschweig. Dort studierte er einige Semester im Fach Biologie und war nebenbei beim Schulbuchverlag Westermann als Lektor tätig.
1967 folgten der Umzug nach Berlin und eine Anstellung bei der Kunstbuchhandlung Wasmuth, wo er bis Juni 1970 als Antiquar mit dem Verkauf und Ankauf von kunsthistorischer Fachliteratur  beschäftigt war.
Die Bekanntschaft mit dem Sammler Karl-Heinz Bröhan, der 1973 ein privates Museum in Berlin-Dahlem gründete, führte zur Anstellung als wissenschaftlicher Mitarbeiter und Verwaltungsleiter. 1983 zog das Bröhan-Museum nach Charlottenburg um und erhielt 1996 den Namenszusatz Landesmuseum für Jugendstil, Art Déco und Funktionalismus. Högermann war bis zu seiner Pensionierung im Jahr 2001 dort als Kurator beschäftigt und verantwortete den Ankauf der Kunstgegenstände sowie das Verfassen wissenschaftlicher Katalogtexte. Nebenbei war er Sachverständiger beim Münchner Auktionshaus Quittenbaum.
Bis zu seinem Tod im Jahr 2012 kuratierte er verschiedene Ausstellungen, so im Jahr 2000 „Rundum Form“ über den Designer Wolf Karnagel im Leipziger Grassi-Museum und im Stilwerk Berlin oder 2011 „Die zeitlose Form – Porzellan- und Keramikentwürfe von Hermann Gretsch (1895–1950)“ im Keramik-Museum Berlin.
Högermann ist Autor zahlreicher Publikationen zu Themen der angewandten Kunst, dem Kunstgewerbe und Produktdesign, die er u. a. im Sammler-Journal veröffentlichte. Von 1973 bis 2001 erschienen die von ihm betreuten Bestandskataloge zur Glaskunst, zur Kunst der 1920er und 1930er Jahre sowie zur Metall- und Porzellankunst der Sammlung des Bröhan-Museums. Über das Porzellandesign von Hans-Wilhelm Seitz veröffentlichte er 2007 das Werk „Gute Formen bei Tisch“.

## Sammlung
Ab den 1970er Jahren baute er über vier Jahrzehnte eine eigene, mehrere zehntausende Stücke umfassende Sammlung auf. Der Schwerpunkt liegt auf dem Industriedesign der Nachkriegszeit, Gebrauchsgegenstände der „guten Form“ aus Porzellan, Glas, Metall und Kunststoff. Die Stücke zeichnen sich durch eine zeitlose Funktionalität und Ästhetik aus. Sie sind dem Stil des Werkbundes und Bauhauses verbunden.
Stücke von namhaften Produktdesignern des 20. Jahrhunderts sind Teil der Sammlung Dieter Högermanns, wie beispielsweise Marguerite Friedlaender, Gerhard Marcks, Wilhelm Wagenfeld, Trude Petri, Hermann Gretsch, Heinrich Löffelhardt, Tapio Wirkkala oder Walter Gropius. Ihre Entwürfe und Serien prägten und prägen den Erfolg führender Porzellanhersteller in Deutschland und Skandinavien zum Teil bis heute, darunter Arzberg, Fürstenberg, KPM Berlin, Rosenthal, Thomas Porzellan, KAHLA oder auch Royal Copenhagen.
Neben dem Porzellan prägen auch andere Sparten des Produktdesigns seine Sammlung, wie Bestecke, Radio- und Fernsehgeräte (Braun), Uhren (Junghans), Kaffeemühlen, Espressomaschinen, Stühle und Thermoskannen. Schwerpunkt war hier das Design der Hochschule für Gestaltung in Ulm, beispielsweise von Max Bill oder Reinhold Weiss.
Im letzten Lebensjahrzehnt stand die Gründung eines eigenen Designmuseums, basierend auf seinen eigenen Sammlungsstücken für Högermann im Fokus. Gespräche und Verhandlungen dazu blieben ohne Erfolg.

## Freundeskreis der Sammlung Högermann e. V.
2011 nahm Dieter Högermann Kontakt zur gemeinnützigen Stiftung Leuchtenburg auf, die zu dieser Zeit an der Umgestaltung der Porzellansammlung auf der Leuchtenburg in Thüringen zur neuen Dauerausstellung „Porzellanwelten Leuchtenburg“ arbeitete. Unter Högermanns Mitwirkung wurden der gemeinnützige Trägerverein „Freundeskreis der Sammlung Högermann e. V.“ errichtet und die Sammlung an die Leuchtenburg zur Integration in die Porzellanwelten-Schau übertragen.
Für mediales Interesse sorgte die Überführung der Sammlungsstücke in 1100 Bananenkisten von Berlin auf die Leuchtenburg. Nach umfassender Aufarbeitung und Inventarisierung werden zum 100-jährigen Bauhaus-Jubiläum im Jahr 2019 erstmals Stücke seiner Sammlung öffentlich auf der Leuchtenburg in der Sonderausstellung „Die neue Formenwelt. Design des 20. Jahrhunderts aus der Sammlung Högermann“, kuratiert von Gunnar Jakobson, ausgestellt.